# Pharaon (roman)
Pour les articles homonymes, voir Pharaon (homonymie).
Pharaon est un roman canadien de David Gibbins publié en 2013.

## Résumé
Vers 2010 au large de l'Espagne, Jack est dans un submersible avec Costas. Ils cherchent l'épave d'un bateau du XIXe siècle et y trouvent un sarcophage. Ils vont au nord du Soudan et apprennent qu'Akhenaton y avait trouvé une mine d'or vers -2000. En 1884 Mayne, Anglais combattant les derviches djihadistes, y a trouvé des hiéroglyphes dans la pierre et un temple. Jack trouve des momies de crocodiles de -1850. Sous l'eau, ils trouvent une dalle d'un temple d'Akhenaton dans l'épave d'un bateau anglais du XIXe siècle. En Angleterre, d'après le journal de Mayne, Jack trouve une dalle indiquant que la ville de lumière d'Akhenaton est sous la pyramide de Mykérinos. Il y va et la trouve avec Costas.